# بيل باكستر (سياسي)
بيل باكستر (بالإنجليزية: Bill Baxter)‏ هو سياسي أسترالي، ولد في 3 نوفمبر 1946 في أستراليا. حزبياً، نشط في الحزب الوطني الأسترالي. وقد انتخب عضو المجلس التشريعي الفيكتوري وانتخب عضو الجمعية التشريعية فيكتوريا.